# West Milford (New Jersey)
West Milford is een plaats (census-designated place) in de Amerikaanse staat New Jersey, en valt bestuurlijk gezien onder Passaic County.

## Demografie
Bij de volkstelling in 2000 werd het aantal inwoners vastgesteld op 26.410.

## Geografie
Volgens het United States Census Bureau beslaat de plaats een oppervlakte van
208,3 km², waarvan 195,4 km² land en 12,9 km² water.

## Plaatsen in de nabije omgeving
De onderstaande figuur toont nabijgelegen plaatsen in een straal van 16 km rond West Milford.

## Geboren
- Laurene Powell Jobs (1963), zakenvrouw